# Otto Becker (jeździec)
Otto Becker (ur. 3 grudnia 1958 w Großostheim (Aschaffenburg)) – niemiecki jeździec sportowy, dwukrotny medalista olimpijski.
Startował w skokach przez przeszkody. Oba medale wywalczył jako członek drużyny – złoto w 2000 w Sydney i brąz cztery lata później. Bez powodzenia startował w IO 92. Stawał na podium mistrzostw świata i Europy, był mistrzem Niemiec (1990 i 1994).
Był przez pewien czas mężem wielokrotnej mistrzyni olimpijskiej w jeździectwie Nicole Uphoff.

## Starty olimpijskie (medale)
Sydney 2000
- konkurs drużynowy (na koniu Cento) –  złoto[2]

Ateny 2004
- konkurs drużynowy (Cento) –  brąz[2]